# Eddie George (football américain)
Pour les articles homonymes, voir Eddie George et George.
College Football Hall of Fame 2011
(en) Statistiques sur pro-football-reference
Edward « Eddie » Nathan George, Jr., né le 24 septembre 1973 à Philadelphie (Pennsylvanie), est un joueur puis entraîneur américain de football américain ayant évolué au poste de running back.

## Biographie

### Joueur

#### Carrière universitaire
Étudiant à l'université d'État de l'Ohio, il joue pour les Buckeyes d'Ohio State. Il remporte le trophée Heisman, le Walter Camp Award, le Maxwell Award, le Doak Walker Award et le Jim Brown Award en 1995.
Son numéro no 27 des Buckeyes d'Ohio State a été retiré par son université.

#### Carrière professionnelle
Il est sélectionné au 14e choix global lors du premier tour de la draft 1996 de la NFL par la franchise des Oilers de Houston, futurs Titans du Tennessee.
Il est désigné meilleur rookie offensif de la saison 1996. Il participe à « l'ère McNair » et participe avec les Titans au Super Bowl XXXIV perdu 16-23 contre les Rams de St. Louis. Sa baisse de « productivité » à la course et les blessures diminuent ensuite son temps de jeu.
En 2004, il rejoint les Cowboys de Dallas et y signe un contrat d'un an pour un montant de 1,5 million de $.
Il termine sa carrière de joueur professionnel avec un bilan de 2 865 courses pour un gain de 10 441 yards (3,6 yards de moyenne) et 68 touchdowns.

### Entraîneur
George est engagé en tant qu'entraîneur principal des Tigers de Tennessee State le 13 avril 2021, y signant un contrat de 5 ans pour un salaire annuel de 400 000 dollars.

## Vie privée
George est marié à la chanteuse Tamara Johnson-George du groupe SWV.[réf. nécessaire]
En 2005, il apparaît dans le film Piège au soleil levant aux côtés de Steven Seagal.[réf. nécessaire]